# Йоруба
Йоруба (самоназвание: Ọmọ Yorùbá) е група сродни негроидни народи, обитаващи Западна Африка (от устието на река Нигер до Гвинейския залив: държавите Нигерия, Того, Бенин, Гана). В Канада има малка диаспора. Общият брой е около 40 милиона.
Йоруба са създателите на уникалната, отличителна цивилизация на Западна Африка на юг от Сахара, породила такива градове-държави като Ифе, чийто научен интерес продължава и до днес след разкопките, направени от германския етнограф Лео Фробениус в началото на XX век. Смята се, че предците на йоруба са създали археологическата култура на Нок през I хилядолетие пр. Хр.
До европейската колонизация на африканския континент през 15 век, Ифе заема специална позиция в историята на Западноафриканския регион, служейки като духовен център, стандарт на социално-политическата структура и културното развитие на народа Йоруба и техните съседи.
Повечето йоруба са мюсюлмани. Йоруба продължава да практикува политеистичната религия Ифа'Ориша, която е повлияла на раждането на афро-карибски традиции като вуду, водун, сантерия лукуми, оба и много други.
Йоруба изкуството е представено от множество фигурки от дърво, бронз и глина, разнообразна музика (инструментална и вокална), която е оставила своя отпечатък върху латиноамериканската музикална култура.
Йоруба архитектурата има свои собствени характеристики, които се губят. Това се дължи на промени в начина на живот на йоруба. В по-ранно време е било обичайно да се живее в големи семейства и да се обединяват къщи, като се изграждат определени комплекси от структури. Днес сега ситуацията се променя. Християнството, културните и образователни реформи силно повлияват на йоруба и формират концепцията, че семейството е основната единица на обществото. Разпространението и вкореняването на моногамията, отделянето на семействата едно от друго – всичко това довежда до смъртта на онези традиции, които са формирани от вековния начин на живот.